# Xacobeo Galicia 2009
Questa voce raccoglie le informazioni riguardanti la Xacobeo Galicia nelle competizioni ufficiali della stagione 2009.

## Stagione
La squadra ciclistica spagnola partecipò alle gare dei circuiti continentali UCI e ad alcuni degli eventi del calendario mondiale UCI grazie alle wild-card.

## Organico

### Staff tecnico
TM=Team Manager; DS=Direttore Sportivo.
|  | Naz.              | Ruolo | Sportivo          |  |  |  |
|  | ----------------- | ----- | ----------------- |  |  |  |
|  | Spagna (bandiera) | GM    | Rodrigo Rodríguez |  |  |  |
|  | Spagna (bandiera) | DS    | Álvaro Pino       |  |  |  |
|  | Spagna (bandiera) | DS    | Jesus Villar      |  |  |  |
|  | Spagna (bandiera) | DS    | José Angel Vidal  |  |  |  |

### Rosa
|  | Naz.              |  | Sportivo                | Anno |  |  |
|  | ----------------- |  | ----------------------- | ---- |  |  |
|  | Spagna (bandiera) |  | Carlos Castaño Panadero | 1979 |  |  |
|  | Spagna (bandiera) |  | Gustavo César Veloso    | 1980 |  |  |
|  | Spagna (bandiera) |  | Gustavo Domínguez       | 1980 |  |  |
|  | Spagna (bandiera) |  | Hector Espasandin       | 1985 |  |  |
|  | Spagna (bandiera) |  | Alberto Fernández       | 1981 |  |  |
|  | Spagna (bandiera) |  | Delio Fernández         | 1986 |  |  |
|  | Spagna (bandiera) |  | Pedro Fernández Hermida | 1976 |  |  |
|  | Spagna (bandiera) |  | David García Dapena     | 1979 |  |  |
|  | Spagna (bandiera) |  | Marcos García           | 1986 |  |  |
|  | Spagna (bandiera) |  | David Herrero Llorente  | 1979 |  |  |
|  | Russia (bandiera) |  | Vladimir Isaychev       | 1986 |  |  |
|  | Spagna (bandiera) |  | Serafín Martínez        | 1984 |  |  |
|  | Spagna (bandiera) |  | Iban Mayoz              | 1981 |  |  |
|  | Spagna (bandiera) |  | Ezequiel Mosquera       | 1975 |  |  |
|  | Spagna (bandiera) |  | Juan Francisco Mouron   | 1984 |  |  |
|  | Spagna (bandiera) |  | Alejandro Paleo         | 1981 |  |  |
|  | Spagna (bandiera) |  | Gonzalo Rabuñal         | 1984 |  |  |
|  | Spagna (bandiera) |  | Iván Raña               | 1979 |  |  |
|  | Russia (bandiera) |  | Ėduard Vorganov         | 1982 |  |  |

## Palmarès

### Corse a tappe
- Presidential Cycling Tour of Turkey

2ª tappa (David Garcia Dapena)
- GP Internacional Paredes Rota dos Móveis

4ª tappa (David Herrero)
- Vuelta a la Comunidad de Madrid

3ª tappa (David Herrero)
- Vuelta a Burgos

5ª tappa (Ezequiel Mosquera)
- Vuelta a España

9ª tappa (Gustavo César Veloso)
Classifica a squadre

### Corse in linea
- Vuelta a la Rioja (David Garcia Dapena)

## Classifiche UCI

### UCI Europe Tour
Individuale
Piazzamenti dei corridori della Xacobeo Galicia nella classifica dell'UCI Europe Tour 2009.
| Pos. | Ciclista                | Punti |
| ---- | ----------------------- | ----- |
| 105  | David García Dapena     | 128,4 |
| 125  | Ezequiel Mosquera       | 117   |
| 147  | David Herrero           | 105   |
| 532  | Gustavo César Veloso    | 27,4  |
| 873  | Carlos Castaño Panadero | 10    |
| 975  | Ėduard Vorganov         | 6,4   |
| 1071 | Juan Francisco Mouron   | 5     |
| 1201 | Gustavo Dominguez       | 2     |
| 1256 | Delio Fernández         | 0,4   |
| 1256 | Gonzalo Rabuñal         | 0,4   |
| 1256 | Marcos Garcia           | 0,4   |

Squadra
La Xacobeo Galicia chiuse in quarantunesima posizione con 401,2 punti.

### Calendario mondiale UCI
Individuale
Piazzamenti dei corridori della Xacobeo Galicia nella classifica individuale del Calendario mondiale UCI 2009.
| Pos. | Ciclista             | Punti |
| ---- | -------------------- | ----- |
| 52   | Ezequiel Mosquera    | 92    |
| 134  | Gustavo César Veloso | 18    |
| 164  | David Herrero        | 10    |
| 178  | David García Dapena  | 8     |

Squadra
La Xacobeo Galicia chiuse in ventiduesima posizione con 128 punti.